# История лужицких сербов
«История лужицких сербов» (нем. Geschichte der Sorben, в.-луж. Stawizny Serbow) — монография по истории лужицких сербов с древнейших времён в четырёх томах, написанная авторским коллективом и изданная на немецком и верхнелужицком языках в 1974—1979 годах.
«История лужицких сербов» стала вторым фундаментальным трудом по серболужицкой истории после 144-страничной «Истории серболужицкого народа», написанной поляком В. Богуславским и М. Горником в 1884 году (в период, когда лужицкие сербы подвергались в Германии национальному угнетению).
Решение о создании многотомной «Истории лужицких сербов» было принято руководством Института серболужицкого народоведения Академии наук ГДР (по предложению историков Академии наук ГДР и университета Карла-Маркса в Лейпциге) 25 июня 1962 года. Второй съезд пятого союзного съезда «Домовины», состоявшийся 27 апреля 1963 года, поддержал это предложение. Руководство над предстоящей работой взял на себя Институт серболужицкого народоведения. Академия наук включила проект в центральный исследовательский план Исторической секции при Академии 1964—1970 годов. Для прояснения методологических вопросов новейшей истории в 1967 году в Академии была создана временная рабочая группа Исторической специальной комиссии. В 1969 году в дирекции Центрального института Академии наук состоялось заседание, на котором было принято решение о расширении объёма монографии с трёх до четырёх томов. Кроме авторского коллектива в работе над «Истории лужицких сербов» приняли участие специалисты из ряда институтов Академии наук и университетов ГДР, а также СССР и Польши (текст будущей монографии обсуждался в ряде стран). В 1979 году коллектив авторов был удостоен награды ордена Трудового Знамени.
Работа была написана под руководством (под общей редакцией) М. Каспера, Ф. Метшка, Я. Шолты и К. Шиллера. Первым в свет (в 1975 году) вышел второй том монографии, охватывающий период с 1789 по 1917 год. В 1976 году — третий том (период с 1917 по 1945 год), в 1977 году — первый (с древнейших времён до 1789 году), в 1979 году — четвёртый (с 1945 года). Как отмечал один из авторов монографии Ян Шолта, «четырёхтомная „История лужицких сербов“ впервые с марксистско-ленинских позиций даёт общую картину прошлого, настоящего и будущего серболужицкого народа».
Монография сопровождена многочисленными иллюстрациями и картами (например, границы серболужицкой языковой области, распространение крестьянских волнений). В конце каждого тома приводится перечень основной литературы; именной и географический указатели, указатель общественных и политических организаций.